# Franks Robinson (hockey sur gazon)
Pour les articles homonymes, voir Robinson.
Franks Robinson, né le 30 mars 1886 à Rathdrum et décédé le 5 novembre 1949 à Saint-Brélade à Jersey, est un joueur de hockey sur gazon irlandais. Lors des Jeux olympiques d'été de 1908 se tenant à Londres il remporte la médaille d'argent pour la première apparition de ce sport au programme olympique après que son équipe se soit incliné en finale face à l'Angleterre sur le score de 8 buts à 1.

## Palmarès

### Jeux olympiques
- Jeux olympiques d'été de 1908 à Londres
  -  Médaille d'argent.